# Urogenitale stelsel
Het urogenitale stelsel (Latijn: tractus urogenitalis), is het geheel van organen van het urinewegstelsel en het voortplantingsstelsel die binnen de anatomie meestal samen behandeld worden. De urinaire afvoerwegen: de urineleider (ureter) en de urinebuis (urethra) en de daartussen gelegen urineblaas zijn bekleed met overgangsepitheel (ofwel slijmvlies). Dat overgangsepitheel heet daar en in het nierbekken het urotheel .
Tot de organen van het urogenitale stelsel behoren de gepaard aangelegde nieren (Grieks: nephros), de gepaarde urineleiders (ureter), de urineblaas en de urinebuis (urethra). 
Tot de organen van het voortplantingsstelsel behoren de mannelijke of vrouwelijke geslachtsorganen.
De organen van het urogenitale stelsel liggen buiten de met peritoneum beklede buikholte (retroperitoneaal).

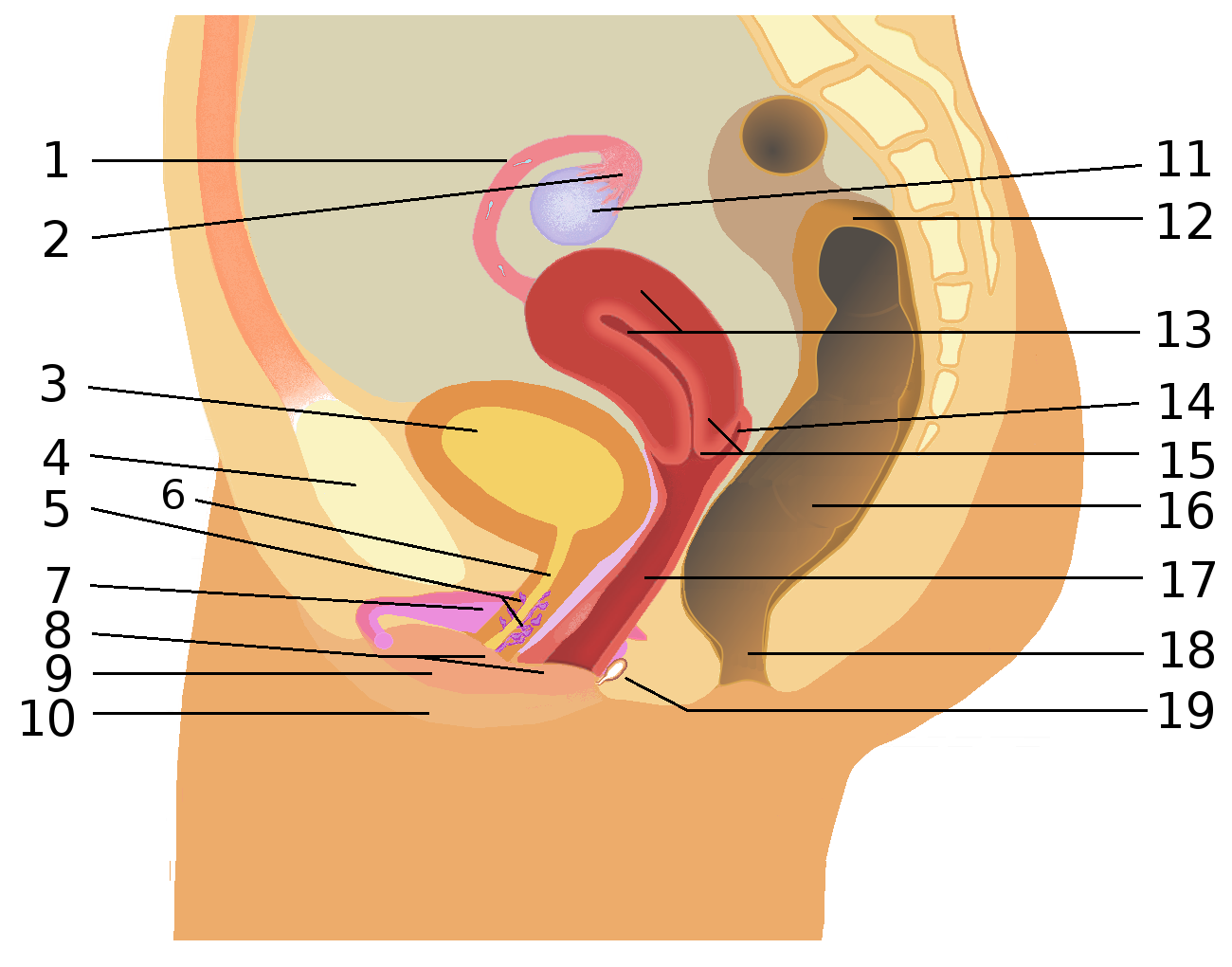
Vrouwelijk urogenitale stelsel. 1. eileider, 2. fimbriae, 3. urineblaas, 4. schaambeen, 5. G-plek, 6. urinebuis, 7. clitoris, 8. vestibulum vaginae, 9. binnenste schaamlippen, 10. buitenste schaamlippen, 11. eierstok, 12. dikke darm, 13. baarmoeder, 14. fornix uteri, 15. baarmoederhals, 16. endeldarm, 17. vagina, 18. anus, 19. klier van Bartholin
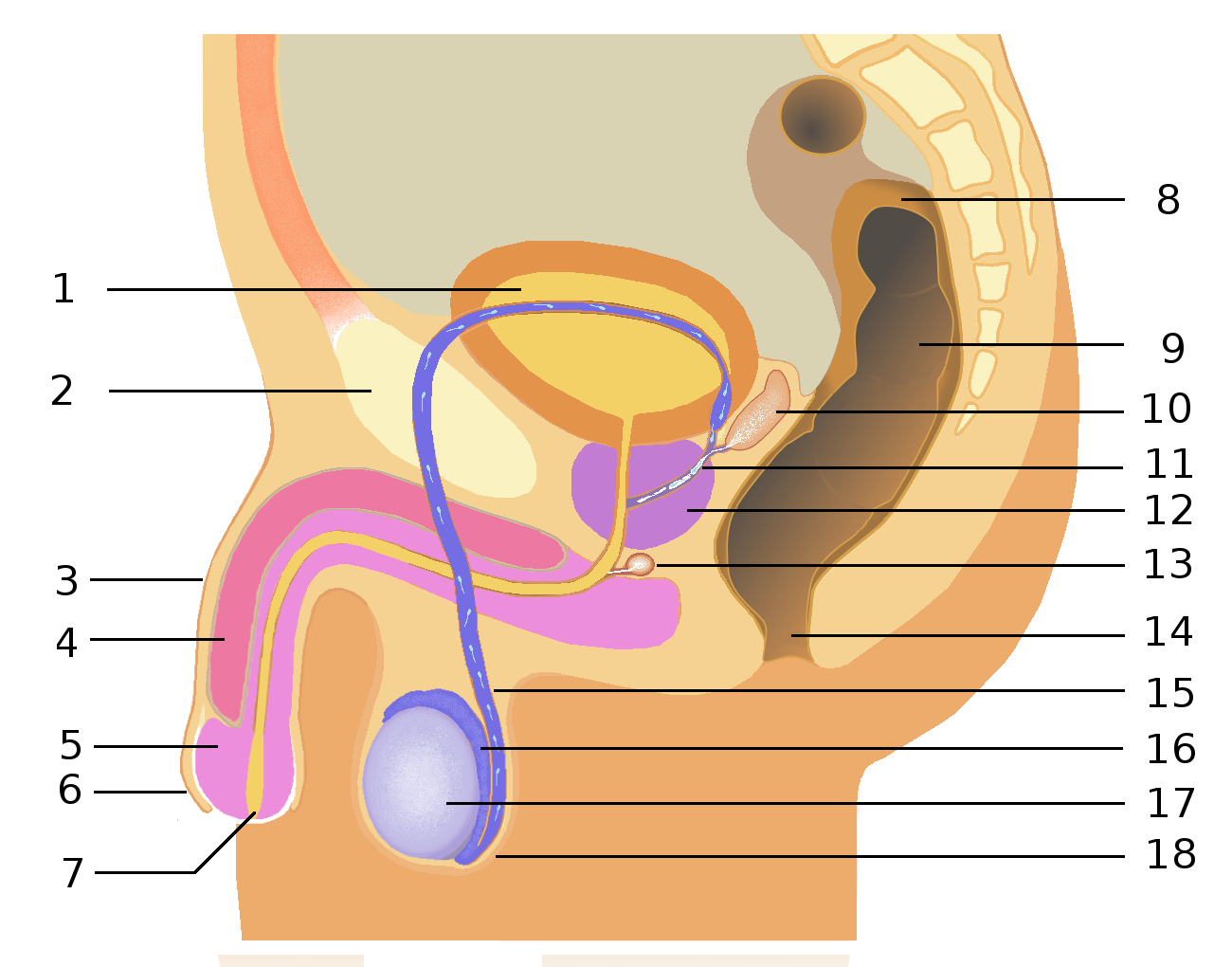
Mannelijk urogenitale stelsel. 1. urineblaas, 2. schaambeen, 3. penis, 4. corpus cavernosum penis, 5. glans, 6. voorhuid, 7. urinebuismond (meatus), 8. colon sigmoideum, 9. rectum, 10. zaadblaas, 11. ejaculatiekanaal, 12. prostaat, 3. Cowperse klier, 14.anus, 15. zaadleider, 16. bijbal, 17. teelbal, 18.scrotum
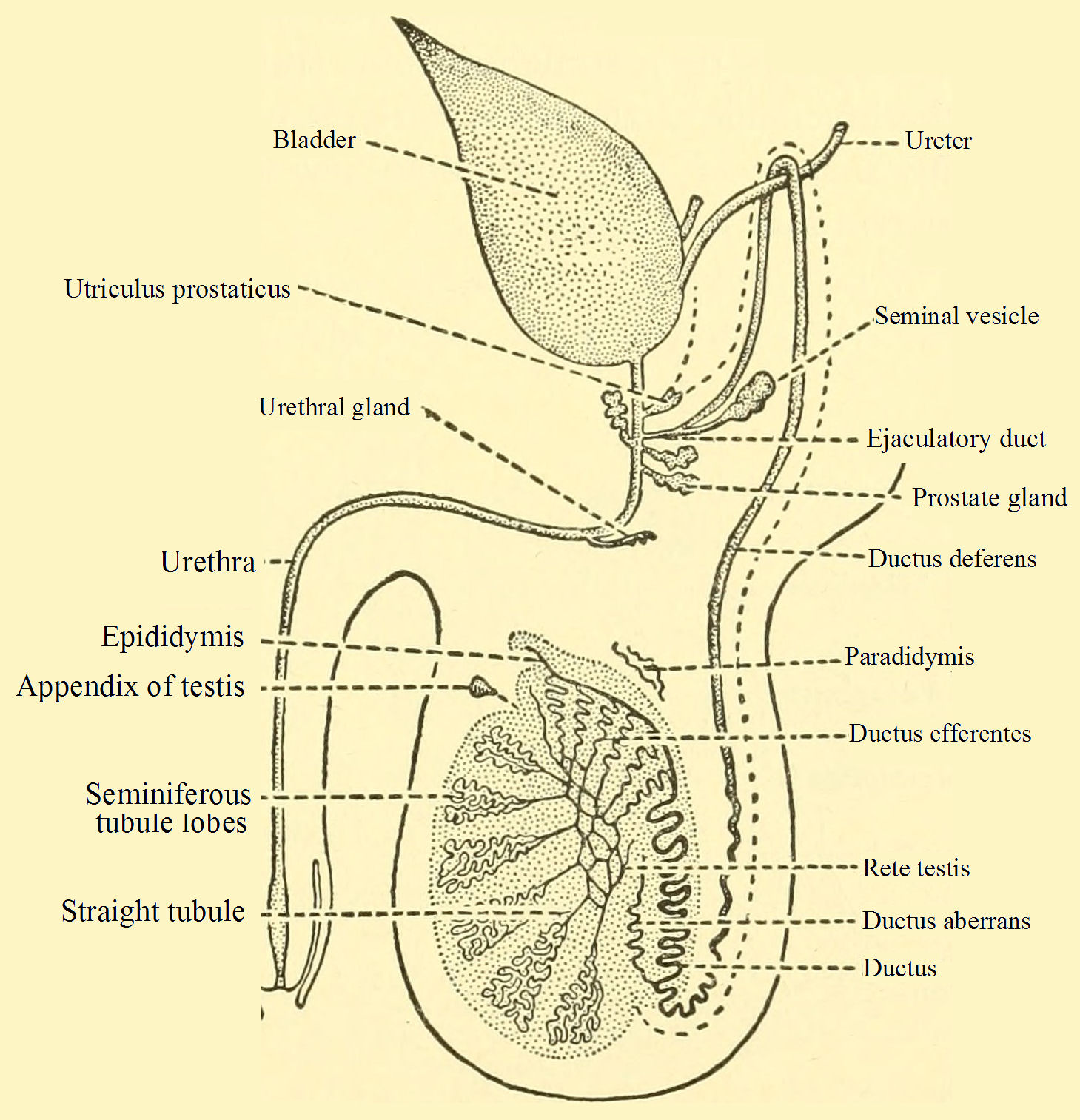
Mannelijk urogenitale stelsel

nier (ren) · urineleider (ureter) · urineblaas (vesica urinaria) · urinebuis (urethra)

nierbekken · nierkelk

nefron · juxtaglomerulair apparaat · kapsel van Bowman · glomerulus · distale tubulus contortus · lichaampje van Malpighi